# Khalil ibn Ishaq al-Tamimi
Khalil ibn Ishaq al-Tamimi (in arabo خليل بن إسحاق التميمي‎?), noto anche come Khalil bin Ishāq bin Ward Abu l-'Abbās (fl. X secolo) è stato un comandante militare arabo al servizio del califfato fatimide come capo dello jund arabo di Ifriqiya. Operava già nel 913. Dal 937 al 941 fu governatore di Sicilia, e guidò la brutale repressione di una rivolta anti-fatimide su larga scala. Fu catturato e ucciso nel 944, durante la ribellione anti-fatimide di Abu Yazid.

## Inizio carriera
Khalil era un arabo sunnita, ed è attestato per la prima volta nel 913, quando era il comandante della milizia di coloni arabi (jund) di Kairouan, la capitale dell'Ifriqiya. In quell'anno, l'erede fatimide, al-Qa'im, represse la rivolta di Tripoli, che si era ribellata l'anno precedente contro la prepotente presenza delle truppe berbere kutama dei Fatimidi. Per pacificare la città e segnalare una buona la volontà ai suoi abitanti, dopo la loro resa nel giugno 913, i kutama furono sostituiti come guarnigione da uomini dello jund arabo sotto Khalil. Durante questo periodo, Khalil avviò anche la ricostruzione della moschea principale della città.
Nel 927, fu al comando dei contingenti jund di tutta l'Ifriqiya nella campagna di al-Qa'im contro i berberi zenata di Muhammad ibn Khazar, che con successo opponevamo resistenza al dominio fatimide e minacciavano l'avamposto fatimide di Tahert.

## Governatorato della Sicilia
Nell'aprile 937 scoppiò in Sicilia una rivolta su larga scala contro il pesante regime fiscale fatimide, dominato dai kutama. La ribellione iniziò ad Agrigento, ma si diffuse rapidamente nella capitale, Palermo, e in altre città. Il governatore fatimide di lungo corso, Salim ibn Asad ibn Abi Rashid, si trovò costretto a porre sotto assedio la sua stessa capitale e chiese i rinforzi dal cuore fatimide dell'Ifriqiya.
Il califfo fatimide, al-Qa'im bi-Amr Allah, scelse Khalil ibn Ishaq al-Tamimi per guidare i rinforzi. Khalil arrivò a Palermo il 23 ottobre 937 e perseguì con grande vigore la soffocazione della città: le porte della città furono rimosse e sul lato sudorientale del porto fu costruita una nuova cittadella chiamata al-Khalisa (lett. "l'eletta"), che diede il nome all'attuale quartiere della Kalsa. Secondo il cronista Ibn Idhari, il trattamento riservato ai siciliani, sia musulmani che cristiani, fu così brutale che molti musulmani fuggirono in territorio bizantino, dove si convertirono al cristianesimo.
Nel marzo del 938 Khalil si mosse contro Agrigento, ponendo la città sotto assedio. L'assedio si protrasse a lungo poiché la città fu difesa strenuamente dai suoi abitanti con sortite quasi quotidiane; inoltre, a ottobre, con l'inverno alle porte, Khalil fu costretto a ritirarsi a Palermo. L'esercito di Salim ibn Rashid, che comprendeva sia da "siciliani" che "nordafricani" (questi ultimi appena arrivati erano composti dai berberi kutama), fu attaccato e inizialmente sconfitto dalla milizia agrigentina. La riuscita difesa di Agrigento alimentò il fuoco della ribellione nel resto dell'isola: anche Mazara e altre città si ribellarono. I musulmani siciliani inviarono anche una lettera all'imperatore bizantino a Costantinopoli chiedendo il suo aiuto. L'imperatore Romano I Lecapeno inviò infatti una flotta con alcune truppe e rifornimenti ai ribelli.
Anche Khalil chiese rinforzi e passò all'offensiva contro le roccaforti ribelli. Nel corso del 939 e del 940 conquistò Mazara, Qal'at al-Ballut (l'attuale Caltabellotta), Qal'at Abi Thawr (Caltavuturo), Qal'at al-Sirat (Collesano) e, nel marzo del 940, Qal'at Ablāṭanu sul fiume Platani. Agrigento capitolò definitivamente il 20 novembre 940 in cambio di una garanzia per un passaggio sicuro della guarnigione, una promessa che fu subito infranta. Successivamente le restanti roccaforti ribelli iniziarono a capitolare e nel settembre 941 Khalil poté tornare in Ifriqiya. In alto mare fece imbarcare i notabili agrigentini prigionieri su una nave e l'affondò uccidendoli tutti. Furono così tanti i musulmani siciliani che fuggirono nuovamente dalla brutale repressione della rivolta in territorio bizantino, che i Fatimidi accettarono di rinunciare al pagamento bizantino del tributo in cambio di una tregua, per timore che i bizantini lasciassero gli esuli a morire di fame.

## Rivolta di Abu Yazid
Nel febbraio 944 scoppiò una rivolta kharigita tra i berberi dei monti Aurès, guidata dall'asceta predicatore Abu Yazid. La ribellione si diffuse rapidamente, cogliendo di sorpresa il regime fatimide: le città caddero una dopo l'altra, le forze dei kutama che cercavano di opporsi ai ribelli furono sconfitte e il 7 agosto la città di Laribus cadde in mano agli uomini di Abu Yazid.
In reazione a questa imprevista minaccia, al-Qa'im inviò i suoi comandanti principali a proteggere le principali città dell'Ifriqiya. Khalil con un migliaio dei suoi uomini dovette tenere Kairouan, dove si occupò di riparare le fortificazioni della città. Il 13 ottobre, le forze di Abu Yazid apparvero davanti alla città-palazzo di Raqqada di epoca aghlabide, e la saccheggiarono. Khalil resistette agli appelli dei suoi ufficiali di marciare e affrontare l'esercito ribelle, in attesa dell'arrivo del principale esercito fatimide guidato da Maysur al-Fata, il quale esitò anche lui a muoversi con fermezza contro i ribelli.
Di conseguenza, i soldati scontenti e non remunerati dello jund iniziarono a disertare passando ai ribelli, finché Khalil rimase con solo 400 uomini. Incapace di presidiare le mura della città con una forza così esigua, si ritirò nel palazzo del governatore vicino alla Grande moschea di Kairouan. I suoi sforzi per contattare Maysur fallirono perché i piccioni viaggiatori si rifiutarono di prendere il volo e quando le truppe di Abu Yazid entrarono a Kairouan il 14 ottobre, Khalil iniziò a negoziare un mandato di sicurezza (aman) con i ribelli. La maggior parte dei suoi uomini usò una corda per scappare dal retro del palazzo, ma Khalil, il capo qadi della città, il tesoriere dell'esercito e altri trenta furono fatti prigionieri e condotti ad Abu Yazid a Raqqada. Inizialmente il capo ribelle intendeva risparmiare la vita di Khalil, ma il suo istruttore, Abu Ammar, gli fece notare che i nemici pericolosi dovevano essere uccisi. Di conseguenza, Abu Yazid fece giustiziare Khalil e il capo qadi.

## Famiglia
Suo fratello Ya'qub era un comandante militare fatimide che guidò il sacco fatimide di Genova nel 934/935.